# Leedh
Leedh est une marque française d'équipements de hifi créée en 1976 par Gilles Milot, dont l'acronyme signifie « Laboratoire d'études et de développements holophoniques ». Il s'en sépare en 2000 et la reprend en 2006 pour la relancer avec son nouveau concept de haut-parleur HPAB,.

## Genèse
Gilles Milot, ingénieur de formation, crée dès 1974 la société Audience au sein de laquelle il développe le modèle d'enceinte du même nom avec Yves Bernard André (électroniques YBA).
En 1976, il crée Leedh dont le premier modèle d’enceinte Perspective, développée en collaboration avec Michel Reverchon (Goldmund), sera déclinée en 3 versions de 1976 à 1978, suivie des enceintes Théorème et Aura[réf. nécessaire].
Ces produits lui permettent de mettre en œuvre le résultat de ses recherches en utilisant des matériaux originaux comme le béton-plâtre pour ses enceintes, l'usage notamment de graisse de silicone ou du miellat de cochenille, qui est en fait de la gomme laque pour être plus précis, ce qui donne cette teinte jaune particulière, pour enduire les membranes des haut-parleurs en fibre de verre, afin d'en améliorer l'étanchéité et donc de garantir une plus grande neutralité sonore.
La gamme se développe avec de nouveaux modèles : Starlet, Théorème, Elfe, Ether.et Aura.
De 1989 à 2006, à la demande du dirigeant d'Harman France, propriétaire d'Audax, Gilles Milot contribue à la reprise d'activité de cette société française de fabrication de haut-parleur. Il y occupe alors le poste de directeur de la recherche avancée et utilisera pour ses nouvelles enceintes des haut-parleurs de conception nouvelle : 
Ainsi naissent les modèles Leedh Psyché à haut-parleur Aérogel Audax, puis les Leedh Nazca et Ica, ces dernières utilisant aussi un tweeter sans aimant ni bobine, la membrane étant constituée d'un film polymère piézo électrique métallisé à l'or fin et gonflé d'air (modèle HD3P Audax).
Audax passera alors de 150 salariés en 1989 à près de 1000 au plus fort de son activité en 2000[réf. nécessaire].

## Micromega
Cette société fondée en 1980 par Gilles Milot puis dirigée un peu plus tard par Daniel Shär était destinée à diffuser les produits électroniques conçus par Leedh.
Présentation en 1984 du premier lecteur de CD au monde avec un convertisseur numérique analogique externe, la première platine CDF1.
La collaboration avec Leedh prend fin vers 1988.[réf. nécessaire]

## Acoustical Beauty
Acoustical Beauty , est la dernière entreprise de Gilles Millot, qui a depuis 2007 vocation à mettre en œuvre les résultats de ses recherches. 
Leedh présente une enceinte qui utilise un nouveau type de haut-parleur, sans suspension ni spider, faisant l'objet de plusieurs brevets internationaux :
Il s'agit du haut-parleur HPAB (Acronyme de « Haut-Parleur Acoustical Beauty »)
Sa bobine mobile évolue sans contrainte dans l'entrefer d'un puissant moteur magnétique sans fer tout en étant maintenue par un joint ferrofluide ; Cette technologie permet l'usage d'une membrane de faible diamètre car elle autorise une très longue course d'excursion à l'équipage mobile.
La finalité étant de s'affranchir des contraintes mécaniques habituelles, et donc des distorsions induites.
La gamme développée à partir de cette technologie est commercialisée sous la marque Leedh et se décline en 2 produits : Leedh C et E,,  (en référence à l'accord parfait: Les notes do (C) et mi (E) laissant supposer un futur modèle sol (G))
En 2016, seul le modèle E2,(version 2) est commercialisé, avec un ou plusieurs caissons de basse optionnels, dont la conception est particulière:
2 haut-parleurs de 15 pouces en opposition de phase et en vis-à-vis servent de caisson acoustique hermétique à 2 autres éléments de 7 pouces installés dos à dos, ce qui permet de concilier les qualités mécaniques des derniers avec le rendu sonore des premiers, dans un volume très réduit.
Par ailleurs, Leedh développe ses propres câbles de modulation et de haut-parleur (référence du modèle de 2016 : Leedh Universel).
Présentation d'une nouvelle version E2 Glass au salon annuel de Munich 2016, première enceinte acoustique avec des haut-parleurs à membrane en verre, de 100 microns d'épaisseur. 
En 2017, Gilles Milot présente un nouveau concept de gestion électronique du volume grâce à un algorithme révolutionnaire. La solution appelée Leedh Processing est immédiatement adoptée par le fabricant Soulution pour certains de ses appareils DAC. Il est rapidement rejoint par les fabricants Lumin (toute la gamme de DAC) et 3D Lab. 
Le Leedh Processing est une véritable révolution dans le monde de l'électronique et ambitionne à terme de s'intégrer dans les téléviseurs, smartphones, micro ordinateurs. appareils auditifs, etc. 
À noter qu'un site créé par 2 amateurs audiophiles répertorie l'essentiel des informations actuelles et passées concernant la marque, ses produits, ses évolutions : www.living-leedh.com